# Liste der Monuments historiques in Arrembécourt
Die Liste der Monuments historiques in Arrembécourt führt die Monuments historiques in der französischen Gemeinde Arrembécourt auf.

## Liste der Immobilien
| Bezeichnung       | Beschreibung            | Standort          | Kennzeichnung | Schutzstatus | Datum | Bild           |
| ----------------- | ----------------------- | ----------------- | ------------- | ------------ | ----- | -------------- |
| Kirche St-Étienne | aus dem 16. Jahrhundert | Grande-Rue (Lage) | PA00078019    | Classé       | 1987  | weitere Bilder |

## Liste der Objekte
| Bezeichnung                       | Beschreibung                               | Standort                        | Kennzeichnung | Schutzstatus | Datum | Bild |
| --------------------------------- | ------------------------------------------ | ------------------------------- | ------------- | ------------ | ----- | ---- |
| Kreuzigungsfenster                | aus dem 16. Jahrhundert                    | in der Kirche St-Étienne (Lage) | PM10000041    | Classé       | 1913  |      |
| Skulptur Heilige Margaretha       | Kalkstein, farbig gefasst, 16. Jahrhundert | in der Kirche St-Étienne (Lage) | PM10000042    | Classé       | 1916  |      |
| Skulptur Heiliges Haus von Loreto | Kalkstein, farbig gefasst, 16. Jahrhundert | in der Kirche St-Étienne (Lage) | PM10003442    | Classé       | 1995  |      |
| Skulptur Madonna mit Kind         | Kalkstein, farbig gefasst, 16. Jahrhundert | in der Kirche St-Étienne (Lage) | PM10000043    | Classé       | 1960  |      |
| Skulptur Heiliger Stephan         | Kalkstein, farbig gefasst, 16. Jahrhundert | in der Kirche St-Étienne (Lage) | PM10000044    | Classé       | 1960  |      |